# Mount Burns
Mount Burns är ett berg i Kanada.   Det ligger i provinsen Alberta, i den södra delen av landet, 2 900 km väster om huvudstaden Ottawa. Toppen på Mount Burns är 2 874 meter över havet, eller 8 meter över den omgivande terrängen. Bredden vid basen är 0,12 km.
Terrängen runt Mount Burns är kuperad norrut, men söderut är den bergig.Trakten runt Mount Burns är nära nog obefolkad, med mindre än två invånare per kvadratkilometer.. Det finns inga samhällen i närheten. 
I omgivningarna runt Mount Burns växer i huvudsak barrskog.